# Manon Lescaut (film 1918)
Manon Lescaut è un film drammatico muto del 1918 diretto da Mario Gargiulo.

## Produzione
Prima versione cinematografica italiana del celebre romanzo Storia del cavaliere Des Grieux e di Manon Lescaut di Antoine François Prévost (1697-1763), pubblicato nel 1731.

## Distribuzione
Venne distribuito dalla Flegrea Film nel giugno 1918.
Si presume che il film sia andato perduto.